# فانيسا دامبروسيو
فانيسا دامبروسيو (من مواليد 26 أبريل 1988) كانت الحاكمان في سان مارينو، خدمت من أبريل حتى أكتوبر 2017 (جنبًا إلى جنب مع ميما زافولي).

## النشأة
ولدت في بورجو ماجوري سان مارينو في 26 أبريل 1988. تخرجت مع أطروحة حول اقتصاد العمل وقضية النوع الاجتماعي في المملكة العربية السعودية بعد أزمة الخليج من جامعة بولونيا. هي حفيدة فرانشيسكو بيرتي أحد مؤسسي الحزب الشيوعي السامريني.

## الحياة المهنية
تم انتخابها لعضوية المجلس الكبير والعام مرة أخرى في عام 2014. تم تعيينها لتصبح منسقة لليسار المتحد. دامبروسيو هي ثاني أصغر امرأة تصبح الحاكمان في تاريخ سان مارينو بعد ماريا ليا بيديني-أنجيليني التي أدت اليمين في سن 25. منذ ديسمبر 2016 صارت الحاكمان رئيس الوفد لسان مارينو لمجلس أوروبا. شاركت في جلسة ستراسبورغ العامة في يناير 2017، حيث وقعت على اقتراح لحماية الأطفال المهاجرين من خلال التعليم.